# Ludwik Szperl
Ludwik Alojzy Szperl (ur. 21 czerwca 1879 w Kielcach, zm. 29 kwietnia 1944 w Warszawie) – polski chemik i nauczyciel, rektor Politechniki Warszawskiej.

## Życiorys

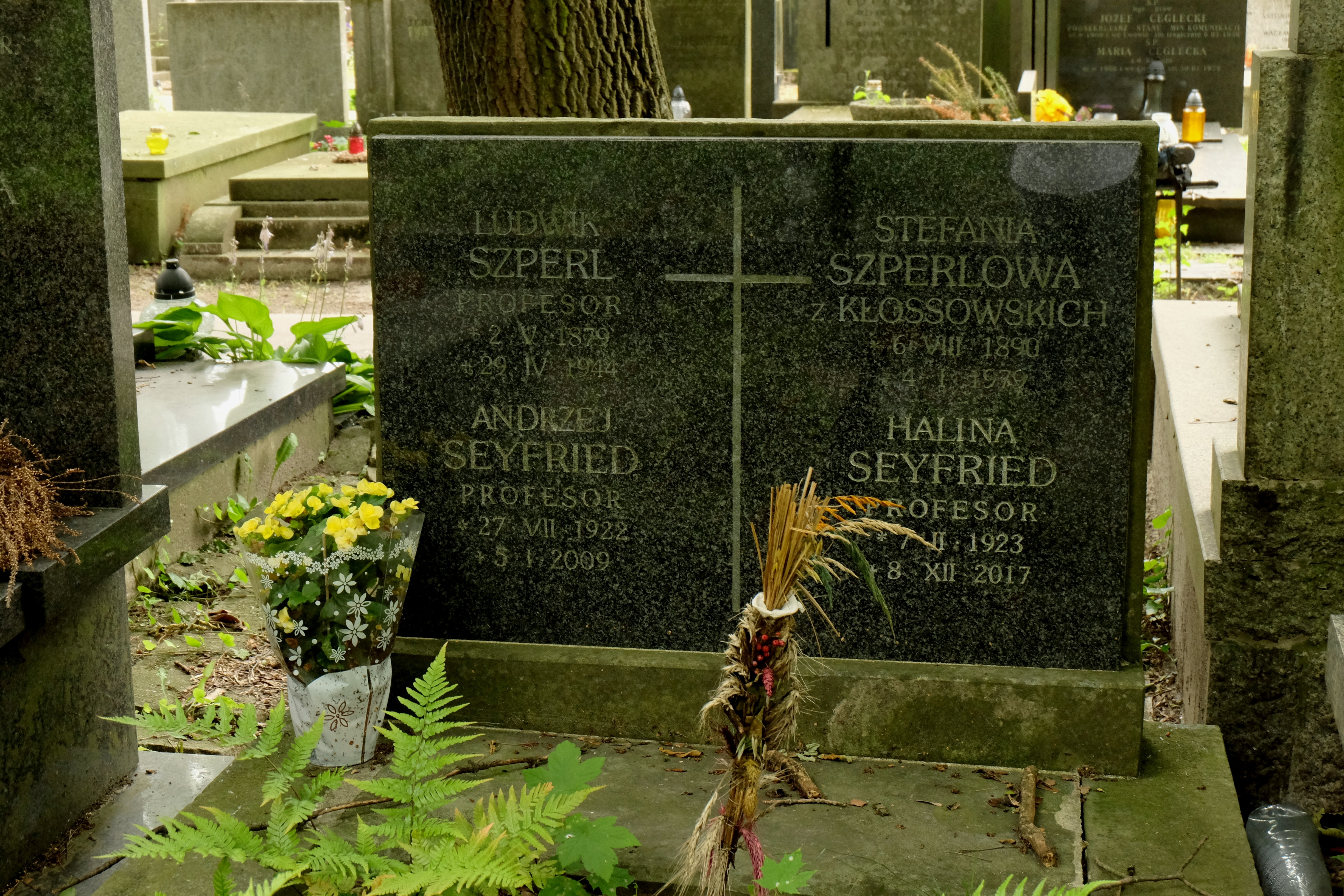
Grób profesorów Ludwika Szperla, Andrzeja Seyfrieda i Haliny Seyfried na Cmentarzu Powązkowskim w Warszawie

Urodził się 21 czerwca 1879 w Kielcach, w rodzinie Stanisława (1844–1913) i Ludwiki ze Smoleńców (1859–1952). W 1897 ukończył kieleckie gimnazjum klasyczne i rozpoczął studia na Wydziale Matematyczno-Fizycznym na Cesarskim Uniwersytecie Warszawskim. W 1901 uzyskał stopień kandydata nauk przyrodniczych. Jego praca końcowa nosiła tytuł „Przyczynek do reakcji utlenienia pinenu i kwasu pinenowego”. Od 1 września 1901 pracował jako asystent w Katedrze Chemii Organicznej. W 1904 rozpoczął studia uzupełniające w Związkowej Wyższej Szkole Technicznej w Zurychu. W 1911 uzyskał stopień magistra chemii, jego praca magisterska nosiła tytuł „Materiały do poznania i klasyfikacji organicznych produktów przyłączenia”. W latach 1909–1912 na Uniwersytecie Warszawskim prowadził zajęcia z chemii analitycznej, jakościowej i ilościowej, kierował kursem demonstracyjnym chemii organicznej. W latach 1903–1915, prowadził zajęcia z chemii fizycznej na pensji J. Sikorskiej (późniejsze gimnazjum im. Królowej Jadwigi). Od 1906–1909 na Wyższych Kursach Handlowych im. Augusta Zielińskiego prowadził zajęcia z chemii organicznej, a w latach 1909–1917 na Kursach Przemysłowo-Rolniczych Wyższej Szkoły Rolniczej. Na Uniwersytecie Warszawskim prowadził wykłady na dwóch wydziałach: Lekarskim i Matematyczno-Przyrodniczym. W latach 1909–1918 wykładał chemię organiczną na Wydziale Przyrodniczym Towarzystwa Kursów Naukowych w Warszawie.
Z Politechniką Warszawską związał się w 1915, wykładał chemię ogólną, wszedł również do Senatu Uczelni, gdzie w latach 1916–1918 sprawował funkcję sekretarza. W latach 1917–1919, 1920/1921, 1925/1926 był Dziekanem Wydziału Chemii i prodziekanem 1919/1920. W 1919 uzyskał nominacje na profesora nadzwyczajnego, jak również został kierownikiem Katedry Chemii Ogólnej. Natomiast w 1920 uzyskał tytuł profesora zwyczajnego, a w 1926 został Dziekanem Katedry Chemii Organicznej.
W czasie wojny polsko-bolszewickiej 1920, jako ochotnik Wojska Polskiego został przydzielony w stopniu szeregowca do Wojsk Łączności Kompanii Inżynieryjno-Szkolnej Centralnych Składów Telefoniczno-Telegraficznych w Warszawie. Pełnił rolę referenta oświatowego Baonu Zapasowego Telegraficznego Nr 1. W październiku 1920 w trakcie służby w Kielcach, został zwolniony z wojska, gdyż został wybrany na Dziekana Wydziału Chemii Politechniki Warszawskiej.
Jako profesor zwyczajny chemii ogólnej postanowieniem prezydenta RP z 6 lipca 1926 został mianowany profesorem zwyczajnym chemii organicznej na Politechnice Warszawskiej. W roku akademickim 1926/1927 po raz pierwszy został wybrany na rektora Politechniki Warszawskiej. Druga kadencja przypadła na rok akademicki 1927/1928. W czasie kadencji L.A. Szperla jako rektora Politechniki Warszawskiej, utrzymano zaostrzony rygor studiów. W 1927 Politechnika Warszawska, po raz pierwszy wzbogaciła się o nowy gmach przy ul. Nowowiejskiej, został tam otworzony Instytut Aerodynamiczny. W 1928 zostało założone Stowarzyszenie „Studium Technologiczne”, które miało wspomóc uczelnię w budowie planowanych już od kilku lat nowych gmachów. W trakcie inauguracji roku akademickiego 1926/1927, na wniosek Rady Wydziału Chemii, Politechnika Warszawska uroczyście nadała trzy doktoraty honorowe, otrzymali je wówczas: Maria Skłodowska-Curie, Józef Jerzy Boguski i Ignacy Mościcki – który otrzymał doktorat już po raz drugi. Poprzedni doktorat został mu nadany z zakresu elektrotechniki. Po raz pierwszy nadano również doktorat uczonemu z zagranicy, otrzymał go holenderski fizyk Willem Hendrik Keesom.
Ludwik Szperl na Politechnice Warszawskiej prowadził wykłady i organizował wakacyjne kursy chemii dla nauczycieli szkół średnich. Wykładał chemię organiczną w Wolnej Wszechnicy Polskiej w Warszawie i Łodzi, dydaktykę chemii na Uniwersytecie Warszawskim, chemię w Państwowym Instytucie Stomatologicznym w Warszawie. W czasie okupacji w Państwowej Szkole Chemiczno-Ceramicznej prowadził wykłady zarówno z chemii, jak i chemii organicznej.
Od 2 lipca 1910 był mężem Stefanii z Kłossowskich (1890–1979). Mieli dwie córki: Irenę po mężu Biegańską (1911–2002) i Halinę Stefanię po mężu Seyfried (1923–2017), żonę Andrzeja Seyfrieda. W 1936 r. pabianicki artysta-malarz – Bolesław Nowicki namalował jego portret w stroju rektorskim.
Zmarł 22 kwietnia 1944 w Warszawie. Spoczywa na cmentarzu Powązkowskim w Warszawie (kwatera 139–5–4).

## Stanowiska
- od 1901 asystent prof. Jegora Wagnera w Katedrze Chemii Organicznej Uniwersytetu Warszawskiego;
- 1903–1915 nauczyciel chemii fizycznej ma pensji J. Sikorskiej
- 1909–1912 na Uniwersytecie Warszawskim samodzielnie prowadził kurs dot. propedeutyki chemicznej;
- 1917–1919, 1920/1921, 1925/1926 Dziekan Wydziału Chemii;
- 1918–1939 wykładowca chemii organicznej w Wolnej Wszechnicy Polskiej w Warszawie i Łodzi;
- 1919/1920 Prodziekan Wydziału Chemii;
- 1926/1927 Rektor Politechniki Warszawskiej;
- 1926–1939 wykładowca chemii na Uniwersytecie Warszawskim;
- 1927/1928 Rektor Politechniki Warszawskiej (kadencja druga);
- 1930–1939 przewodniczący Komisji Oceny Podręczników Szkolnych przy Ministerstwie Wyznań Religijnych i Oświecenia Publicznego[1];
- 1934–1939 wykładowca chemii w Państwowym Instytucie Stomatologicznym w Warszawie.

## Członkostwa
- 1919–1939 członek Zarządu Polskiego Towarzystwa Chemicznego;
- 1922–1925 wiceprezes Kasy im. Mianowskiego;
- od 1927 czynny członek Towarzystwa Naukowego Warszawskiego;
- od 1929 zwyczajny członek Towarzystwa Naukowego Warszawskiego;
- od 1930 skarbnik i prezes Polskiego Towarzystwa Chemicznego;
- wiceprzewodniczący Sekcji Przyrodniczej w Związku Nauczycielstwa Polskiego;
- członek zarządu Koła Chemików w Stowarzyszeniu Techników Polskich w Warszawie;
- sekretarz Polskiej Komisji Międzynarodowej Współpracy Umysłowej przy Lidze Narodów;
- wiceprezes Zrzeszenia Profesorów Warszawskich Szkół Akademickich;
- 1936–1939 członek Rady Nauk Ścisłych i Stosowanych[1].

## Ordery i odznaczenia
- Krzyż Komandorski Orderu Odrodzenia Polski (10 listopada 1928)[10][2][11]
- Złoty Krzyż Zasługi
- Medal Pamiątkowy za Wojnę 1918–1921[2]
- Medal Dziesięciolecia Odzyskanej Niepodległości (1928)[2][1]
- Złota Odznaka Koła Chemicznego

## Ważne publikacje
- „Materiały do historii Szkoły Głównej Warszawskiej” – Warszawa 1913.
- „Wykład chemii organicznej” – wyd. 1926–1929; wyd. 1930.
- „Wydział Chemii” w „Politechnika Warszawska” (współautor) – 1915–1925.
- Opracował ok. 50 haseł do Wielkiej Encyklopedii Ilustrowanej[1].